# Valea Nenii
Valea Nenii – wieś w Rumunii, w okręgu Ardżesz, w gminie Priboieni. W 2011 roku liczyła 198 mieszkańców.